# Mautby
Mautby è una parrocchia civile dell'Inghilterra, appartenente alla contea del Norfolk.